# Veľké Chlievany
Veľké Chlievany é um município da Eslováquia, situado no distrito de Bánovce nad Bebravou, na região de Trenčín. Tem 5,15 km² de área e sua população em 2018 foi estimada em 502 habitantes.

## Demografia
| Ano:        | 1994 | 2004    | 2014   | 2024   |
| ----------- | ---- | ------- | ------ | ------ |
| Broj ljudi: | 401  | 450     | 484    | 492    |
| Razlika:    |      | +12,21% | +7,55% | +1,65% |

| Ano:               | 2023 | 2024  |
| ------------------ | ---- | ----- |
| Número de pessoas: | 500  | 492   |
| Diferença:         |      | -1,6% |